# Quentin Richardson
Quentin L. Richardson (ur. 13 kwietnia 1980 w Chicago) – amerykański profesjonalny koszykarz, grający na pozycji swingmana.
Koszykarską karierę rozpoczął w 1998. Absolwent uniwersytetu DePaul, gdzie w latach 1998-2000 grał w drużynie uczelnianej DePaul Blue Demons. Uczestnik draftu 2000, w którym został wybrany z numerem 18 przez Los Angeles Clippers. W sezonie 2004/05 zawodnik Phoenix Suns. Lata 2005-2009 spędził w New York Knicks. Potem zawodnik Miami Heat. W 2010 jako wolny gracz podpisał kontrakt z Orlando Magic.
Zwycięzca Three-Point Shootout z 2005.

## Życiorys

### Początki
Richardson urodził się w Chicago w stanie Illinois, jako syn Lee i Emmy Richardsonów. Będąc zawodnikiem drużyny koszykarskiej szkoły średniej Whitney Young, wygrał mistrzostwo stanu. W 1998 wystąpił w meczu wschodzących gwiazd - Nike Hoop Summit oraz McDonald’s All-American. Następnie trafił na uniwersytet DePaul. Podczas dwóch sezonów na notował średnio 17,9 punktów i 10,2 zbiórki na mecz. Zapisał się w historii college‘u jako pierwszy zdobywca powyżej 1000 punktów, 500 zbiórek i 100 trafionych rzutów trzypunktowych. Jako pierwszoroczniak został wybrany zawodnikiem roku konferencji wschodniej NCAA i debiutantem roku. Pod koniec drugiego sezonu na uniwersytecie DePaul, zadeklarował, że weźmie udział w drafcie NBA.

### National Basketball Association
Do NBA trafił w poprzez draft w 2000 roku, w którym to został wybrany z 18 numerem przez Los Angeles Clippers. Przed nim Clippers wybrali Dariusa Milesa i Keyona Doolinga. Richardson zagrał role w filmie The Youngest Guns, w którym opisuje swoje pierwsze trzy sezony w NBA. Po spędzeniu czterech sezonów w Los Angeles został wolnym graczem i podpisał kontrakt z Phoenix Suns.
Sezon 2004/05 był udany dla Richardsona, jak i dla Suns. Ustanowił nowy rekord drużyny z Phoenix w liczbie trafianych rzutów za trzy punkty podczas jednego sezonu. Posiadaczem poprzedniego był Dana Majerle, który trafił 199 trójek. Sezon zakończył z oddanymi 631 rzutami za 3, i trafionymi 226, zostając wraz z Kyle’em Korverem liderem NBA w tej kategorii. Richardson ustanowił także rekord Suns, pod względem serii trafionych rzutów za trzy, a go w meczu z New Orleans Hornets 29 grudnia 2004. W tym samym sezonie Richardson również wygrał Three-Point Shootout. Suns zakończyli sezon regularny z 62 zwycięstwami 20 porażkami na koncie. W playoffach zadebiutował, w 2005, gdy Suns przegrali w finale konferencji zachodniej z San Antonio Spurs.
Po zakończeniu sezonu, Richardson został oddany z Suns, wraz z numerem draftu 2005 Natem Robinsonem do New York Knicks za Kurta Thomasa i Dijona Thompsona. W jego pierwszych trzech sezonach w Nowym Jorku, zmagał się z przewlekłą kontuzją, która utrudniła mu regularne występ. Rozegrał łącznie tylko 169 meczów. Jego Sytuacja ustabilizowała się w sezonie, 2008/2009 gdy nie wystąpił w tylko 7 meczach. W dwóch z tych 7 meczów nie wystąpił ze względu na decyzją trenera, były to mecz: z Miami Heat 28 lutego 2009 i 10 marca 2009 z Milwaukee Bucks.
W dniu draftu 2009, Richardson wziął udział w wymianie, w ramach której trafił do Memphis Grizzlies za Darko Miličića. Trzy tygodnie później Grizzlies oddali go do Los Angeles Clippers za Zacha Randolpha. Jego drugi pobyt w Clippers trwał tylko trzy dni. 20 lipca 2009 został wymieniony do Minnesoty Timberwolves za Sebastiana Telfaira, Marka Madsena i Craiga Smitha. Miesiąc później, Minnesota oddała go Miami Heat za Marka Blounta.
W dniu 13 lipca 2010, jako wolny gracz podpisał kontrakt z Orlando Magic.

#### Wymiany
- 28 czerwca 2000, Los Angeles Clippers wybrali go z 18 numerem draftu.
- 29 lipca 2004, jako wolny gracz podpisał kontrakt z Phoenix Suns[4].
- 28 czerwca 2005, Suns wymienili go z Natem Robinsonem do New York Knicks za Kurta Thomasa i Dijona Thompsona[5].
- 25 czerwca 2009, Knicks wymienili go do Memphis Grizzlies za Darko Miličića[6].
- !7 lipca 2009, Grizzlies wymienili go do Los Angeles Clippers za Zacha Randolpha[7].
- 20 lipca 2009, Clippers wymienili go do Minnesoty Timberwolves za Sebastiana Telfaira, Marka Madsena i Craiga Smitha[8].
- 13 sierpnia 2009, Timberwolves wymienili go do Miami Heat za Marka Blounta[9].
- 13 lipca 2010, jako wolny gracz podpisał kontrakt z Orlando Magic[10].

## Osiągnięcia
Na podstawie, o ile nie zaznaczono inaczej.
NCAA
- Uczestnik turnieju NCAA (2000)
- Zawodnik roku konferencji USA (1999)[12]
- Najlepszy pierwszoroczny zawodnik:
  - NCAA według USBWA (1999)[13]
  - C-USA (1999)
- Zaliczony do:
  - I składu:
    - C-USA (1999, 2000)
    - najlepszych pierwszorocznych zawodników C-USA (1999)

NBA
- Zwycięzca konkursu rzutów za 3 punkty (2005)
- Uczestnik:
  - Rising Stars Challenge (2001, 2002)
  - konkursu rzutów za 3 punkty (2002, 2005, 2006)
- Zawodnik tygodnia NBA (16.11.2003)

## Życie prywatne
W 1992 zmarła jego matka na raka piersi, babcia, z przyczyn naturalnych i starszy brat Bernard, który został zastrzelony w Chicago, w wieku 23 lat. Inny z braci Richardsona, Lee Jr., został zamordowany podczas napadu 5 grudnia 2005. Richardson ma jeszcze starszego brata, Cedrica i starszą siostrę Rochelle.
Richardson przez 15 miesięcy pracował u piosenkarza R&B Brandy Norwooda, jednak odszedł we wrześniu 2005.

### Filmy
Richardson wystąpił w dwóch filmach: w filmie fabularnym Wieczny student, gdzie grał siebie i w filmie biograficznym The Youngest Guns, gdzie opowiadał o swoich pierwszych trzech sezonach w NBA.

## Statystyki
Na podstawie Basketball-Reference.com (ang.)

### Sezon zasadniczy
| Sezon   | Drużyna       | M   | S5  | MPG  | FG%   | 3P%   | FT%   | RPG  | APG | SPG | BPG | PPG  |
| ------- | ------------- | --- | --- | ---- | ----- | ----- | ----- | ---- | --- | --- | --- | ---- |
| 2000/01 | L.A. Clippers | 76  | 28  | 17,9 | 44,2% | 33,1% | 62,7% | 3,4  | 0,8 | 0,6 | 0,1 | 8,1  |
| 2001/02 | L.A. Clippers | 81  | 0   | 26,6 | 43,2% | 38,1% | 76,5% | 4,1  | 1,6 | 1,0 | 0,3 | 13,3 |
| 2002/03 | L.A. Clippers | 59  | 13  | 23,2 | 37,2% | 30,8% | 68,5% | 4,8  | 0,9 | 0,6 | 0,2 | 9,4  |
| 2003/04 | L.A. Clippers | 65  | 64  | 36,0 | 39,8% | 35,2% | 74,0% | 6,4  | 2,1 | 1,0 | 0,3 | 17,2 |
| 2004/05 | Phoenix       | 79  | 78  | 35,9 | 38,9% | 35,8% | 73,9% | 6,1  | 2,0 | 1,2 | 0,3 | 14,9 |
| 2005/06 | New York      | 55  | 43  | 26,2 | 35,5% | 34,0% | 67,0% | 4,2  | 1,6 | 0,7 | 0,1 | 8,2  |
| 2006/07 | New York      | 49  | 47  | 33,1 | 41,8% | 37,6% | 69,2% | 7,2  | 2,2 | 0,7 | 0,1 | 13,0 |
| 2007/08 | New York      | 65  | 65  | 28,3 | 35,9% | 32,2% | 68,2% | 4,8  | 1,8 | 0,7 | 0,2 | 8,1  |
| 2008/09 | New York      | 72  | 51  | 26,3 | 39,3% | 36,5% | 76,1% | 4,4  | 1,6 | 0,7 | 0,1 | 10,2 |
| 2009/10 | Miami         | 76  | 75  | 27,4 | 43,1% | 39,7% | 73,2% | 4,9  | 1,2 | 0,9 | 0,2 | 8,9  |
| 2010/11 | Orlando       | 57  | 19  | 16,8 | 34,1% | 28,8% | 75,0% | 3,1  | 0,7 | 0,4 | 0,1 | 4,4  |
| 2011/12 | Orlando       | 48  | 3   | 18,0 | 37,6% | 34,7% | 83,3% | 2,6  | 0,8 | 0,6 | 0,1 | 4,5  |
| 2012/13 | New York      | 1   | 0   | 29,0 | 9,1%  | 25,0% | 100%  | 10,0 | 1,0 | 0,0 | 0,0 | 5,0  |
| Razem   |               | 783 | 486 | 26,5 | 39,7% | 35,5% | 71,8% | 4,7  | 1,5 | 0,8 | 0,2 | 10,3 |

### Play-offy
| Sezon | Drużyna  | M  | S5 | MPG  | FG%   | 3P%   | FT%   | RPG | APG | SPG | BPG | PPG  |
| ----- | -------- | -- | -- | ---- | ----- | ----- | ----- | --- | --- | --- | --- | ---- |
| 2005  | Phoenix  | 15 | 15 | 37,6 | 40,3% | 39,0% | 63,9% | 5,1 | 1,7 | 1,3 | 0,2 | 11,9 |
| 2010  | Miami    | 5  | 5  | 29,8 | 40,0% | 40,9% | 80,0% | 3,8 | 1,6 | 1,6 | 0,2 | 9,8  |
| 2011  | Orlando  | 6  | 1  | 16,3 | 53,3% | 50,0% | 100%  | 2,5 | 0,3 | 0,2 | 0,2 | 3,8  |
| 2012  | Orlando  | 5  | 0  | 14,8 | 33,3% | 28,6% | –     | 4,4 | 0,4 | 0,2 | 0,0 | 2,4  |
| 2013  | New York | 5  | 0  | 2,8  | 33,3% | 40,0% | –     | 0,6 | 0,0 | 0,0 | 0,0 | 1,2  |
| Razem |          | 36 | 21 | 25,0 | 40,4% | 39,7% | 67,4% | 3,8 | 1,0 | 0,8 | 0,1 | 7,5  |

### Rekordy
| Statystyka              | Ilość | Mecz                      | Data     |
| ----------------------- | ----- | ------------------------- | -------- |
| Punkty                  | 44    | vs Denver Nuggets         | 31/12/03 |
| Rzuty trafione          | 17    | vs Denver Nuggets         | 31/12/03 |
| Rzuty oddane            | 30    | vs Denver Nuggets         | 31/12/03 |
| Rzuty za 3 trafione     | 9     | vs New Orleans Hornets    | 29/12/04 |
| Rzuty za 3 oddane       | 17    | vs Minnesota Timberwolves | 02/04/06 |
| Rzuty osobiste trafione | 9     | vs Orlando Magic          | 21/03/09 |
| Rzuty osobiste oddane   | 11    | vs Miami Heat             | 20/02/02 |
| Ofensywne zbiórki       | 8     |                           | 3 razy   |
| Defensywne zbiórki      | 14    | vs Toronto Raptors        | 02/12/06 |
| Zbiórki łącznie         | 16    |                           | 2 razy   |
| Asysty                  | 9     | Phoenix Suns              | 13/04/04 |
| Przechwyty              | 4     |                           | 8 razy   |
| Bloki                   | 2     |                           | 17 razy  |
| Minuty na parkiecie     | 56    | vs Memphis Grizzlies      | 01/11/06 |